# Ingerophrynus philippinicus
Espèce
Synonymes
- Bufo philippinicus Boulenger, 1887

Statut de conservation UICN

 LC  : Préoccupation mineure
Ingerophrynus philippinicus est une espèce d'amphibiens de la famille des Bufonidae.

## Répartition
Cette espèce est endémique de l'archipel de Palawan aux Philippines. Elle se rencontre sur les îles de Balabac, de Palawan, de Dumaran, de Culion et de Busuanga.

## Étymologie
Cette espèce est nommée en référence au lieu de sa découverte, les Philippines.

## Publication originale
- Boulenger, 1887 : On new Batrachians from Malacca, The Annals and magazine of natural history; zoology, botany, and geology, ser. 5, vol. 19, p. 345-348 (texte intégral).